# زید بن موسی
زید بن موسی (به عربی: زید بن موسی بن جعفر بن محمد بن علی بن الحسین بن علی بن ابی طالب) فرزند موسی کاظم امام هفتم شیعیان و برادر علی بن موسی امام هشتم شیعیان است. وی علیه مأمون قیام کرد و خانه بنی عباس در بصره را آتش زد و به همین دلیل به «زید النار» (زید آتش) معروف شد.
او در قیام ناموفق علید در سال ۸۱۵میلادی علیه خلیفه عباسی به رهبری ابوالسرایا شرکت کرد و طی آن شهر بصره را تصرف و اداره کرد.
به گفته طبری حکومت او با قتل عام علیه حامیان عباسیان و آتش زدن تعداد زیادی خانه متعلق به اعضای خاندان عباسی یا پیروان آنها همراه بود، که به دلیل آن لقب «زید النار» (زید آتش) را به او دادند.
بصره پس از شکست ابوالسرایا در کوفه مدتی مقاومت کرد تا اینکه به دست سردار عباسی علی بن ابی سعید تصرف شد. زید از علی نامه گذری سالم دریافت کرد و تسلیم او شد.
برادر، ابراهیم نیز در این قیام شرکت کرد و مدتی بر یمن حکومت کرد.
طولی نکشید که زید از زندان فرار کرد و در ژوئن ۸۱۶ به همراه برادر ابوالسرایا دوباره در انبار قیام کرد. آنها بسیار زود از "لشکریان عباسی" شکست خوردند و دوباره اسیر شدند.

## زندگی شخصی
از زمان و مکان تولد و مرگ زید و حتی بقیه جزئیات زندگی او اطلاع دقیقی در دست نیست. زید بن موسی برادر علی الرضا(امام هشتم شیعیان) بود و تقریباً در سال ۲۵۰ ه.ق در سامرا در زمان خلیفه عباسی المستعین درگذشت.

### فرزندان
بر اساس برخی گزارش ها زید ده فرزند داشت. اما ابن عنبه معتقد است که او چهار پسر داشت: الحسن، حسین محدث، جعفر و موسی الاسام، و فرزندانش در مراکش ، عراق (بنو صعب، بنی مکارم) و ایران پراکنده بودند.

## نارضایتی علی بن موسی از عملکردش
روایاتی از علی الرضا وجود دارد که زید را سرزنش کرده و او را به تقوا و دوری از گناهان دعوت کرده است.  الرضا پس از ظلمی که در بصره در قیام ابن طباطبا و ابوالسرایا کرد، در معرض رفتار زید قرار گرفت و با انزجار از او سخن گفت و سوگند یاد کرد که دیگر با او صحبت نکند.
«ای زید! آیا این سخنان حقیر کوفه وسوسه می شوید که فاطمه عفت خود را حفظ کرد، پس خداوند فرزندان او را از جهنم منع کرد؟! این مخصوص الحسن و الحسین است. اگر دیدی که خدای متعال را نافرمانی می کنی و وارد بهشت می شوی و موسی بن جعفر خدا را اطاعت کرد و وارد بهشت شد; پس تو نزد خداوند متعال از موسی بن جعفر ارجمندتر هستی! به خدا سوگند هیچکس به آنچه خدای متعال دارد جز با اطاعت از او نمی رسد و تو ادعا کردی که با نافرمانی او به آن می رسی! "آنچه شما ادعا می کنید شر است"». زید به او گفت: من برادرت و پسر پدرت هستم. و او گفت «تو برادر منی تا زمانی که خدای متعال را اطاعت کنی  ».

## مقبره
مقبره زید بن موسی در روستای آفریز قائنات واقع است. گنبد اصلی بنا در گذشته ویران شده و به جای آن گنبدی با اسکلت فلزی برپا کرده‌اند.